# Aeroportul Regional Manassas
Aeroportul Regional Manassas (IATA: MNZ, ICAO: KHEF, FAA LID: HEF) este un aeroport din Virginia, Statele Unite ale Americii ce deservește zona Manassas⁠(d). Aeroportul a fost tranzitat în 2019 de 1.596 de pasageri. A fost numit după zona deservită.
Situat la o altitudine de 59 m, aeroportul dispune de 2 piste.

## Infrastructură

### Piste
Aeroportul dispune de 2 piste. Pista 16L/34R are suprafața de asfalt și dimensiunile 6.200 picioare × 100 picioare. Pista 16R/34L are suprafața de asfalt și dimensiunile 3.715 picioare × 100 picioare. 